# Campionatul Mondial de Fotbal Feminin 1995
Campionatul Mondial de Fotbal Feminin 1995 a fost organizat de Suedia și câștigat de Norvegia.

## Stadioane
| GävleHelsingborgKarlstadVästeråsSolnaCampionatul Mondial de Fotbal Feminin 1995 (Suedia) | - Strömvallen, Gävle Capacitate: 7.300 - Olympia Stadion, Helsingborg Capacitate: 17.200 - Tingvalla IP, Karlstad Capacitate: 5.000 - Arosvallen, Västerås Capacitate: 10.000 - Råsunda, Solna Capacitate: 36.800 |

## Teams
Cele 12 echipe participante sunt:
| - Africa (CAF) - Nigeria - Asia (AFC) - China - Japonia - America de Sud (CONMEBOL) - Brazilia - Oceania (OCF) - Australia | - Europa (UEFA) - Danemarca - Anglia - Germania - Norvegia - Suedia (calificată automat ca gazdă) - America de Nord, America Centrală și Caraibele (CONCACAF) - Canada - Statele Unite |

## Arbitri
| Africa - Engage Camara - Mamadou Toure - Petros Mathabela - Mohamed Hamid Osman Asia - Hisae Yoshizawa - Young Jeon - Pirom Un-Prasert America de Nord, America Centrală și Caraibele - Sonia Denoncourt - Maria Rodríguez - Peter Kelly - Catherine Leann Hepburn Oceania - Linda May Black | America de Sud - Ana Bia Batista - Maria Edilene Siqueira - Eduardo Gamboa - Manuel Yupanqui Souza Europa - Gitte Holm - Corinne Lagrange - Christine Frai - Alain Hamer - Bente Skogvang - Veronika Schluchter-Maerki - Eva Ödlund - Ingrid Jonsson |

## Grupa A
| Echipa   | Pct | MJ | V | E | Î | GM | GP | DG |
| -------- | --- | -- | - | - | - | -- | -- | -- |
| Germania | 6   | 3  | 2 | 0 | 1 | 9  | 4  | +5 |
| Suedia   | 6   | 3  | 2 | 0 | 1 | 5  | 3  | +2 |
| Japonia  | 3   | 3  | 1 | 0 | 2 | 2  | 4  | −2 |
| Brazilia | 3   | 3  | 1 | 0 | 2 | 3  | 8  | −5 |

| Suedia | 0 – 1     | Brazilia   |
| ------ | --------- | ---------- |
|        | (Cronica) | Roseli 37' |

| Germania | 1 – 0     | Japonia |
| -------- | --------- | ------- |
| Neid 23' | (Cronica) |         |

| Suedia                                | 3 – 2     | Germania                    |
| ------------------------------------- | --------- | --------------------------- |
| Andersson 65' (pen.) 86' Sundhage 80' | (Cronica) | Wiegmann 9' (pen.) Lohn 42' |

| Brazilia    | 1 – 2     | Japonia      |
| ----------- | --------- | ------------ |
| Pretinha 7' | (Cronica) | Noda 13' 45' |

| Suedia                   | 2 – 0     | Japonia |
| ------------------------ | --------- | ------- |
| Videkull 66' Andelen 88' | (Cronica) |         |

| Brazilia   | 1 – 6     | Germania                                                           |
| ---------- | --------- | ------------------------------------------------------------------ |
| Roseli 19' | (Cronica) | Prinz 5' Meinert 22' Wiegmann 42' (pen.) Mohr 78' 89' Bernhard 90' |

## Grupa B
| Echipa   | Pct | MJ | V | E | Î | GM | GP | DG  |
| -------- | --- | -- | - | - | - | -- | -- | --- |
| Norvegia | 9   | 3  | 3 | 0 | 0 | 17 | 0  | +17 |
| Anglia   | 6   | 3  | 2 | 0 | 1 | 6  | 6  | 0   |
| Canada   | 1   | 3  | 0 | 1 | 2 | 5  | 13 | −8  |
| Nigeria  | 1   | 3  | 0 | 1 | 2 | 5  | 14 | −9  |

| Norvegia                                                                       | 8 – 0     | Nigeria |
| ------------------------------------------------------------------------------ | --------- | ------- |
| Sandberg 30' 44' 82' Riise 49' Aarønes 60' 90' Medalen 67' Svensson 76' (pen.) | (Cronica) |         |

| Anglia                                    | 3 – 2     | Canada                      |
| ----------------------------------------- | --------- | --------------------------- |
| Coultard 51' (pen.) 85' Spacey 76' (pen.) | (Cronica) | Stoumbos 87' Donnelly 90+1' |

| Norvegia            | 2 – 0     | Anglia |
| ------------------- | --------- | ------ |
| Haugen 7' Riise 37' | (Cronica) |        |

| Nigeria                            | 3 – 3     | Canada                       |
| ---------------------------------- | --------- | ---------------------------- |
| Nwadike 26' Avre 60' Okoroafor 77' | (Cronica) | Burtini 12' 55' Donnelly 20' |

| Norvegia                                                    | 7 – 0     | Canada |
| ----------------------------------------------------------- | --------- | ------ |
| Aarønes 4' 21' 90+3' Riise 12' Pettersen 71' 89' Leinan 84' | (Cronica) |        |

| Nigeria                   | 2 – 3     | Anglia                    |
| ------------------------- | --------- | ------------------------- |
| Okoroafor 13' Nwadike 74' | (Cronica) | Farley 10' 38' Walker 27' |

## Grupa C
| Echipa        | Pct | MJ | V | E | Î | GM | GP | DG  |
| ------------- | --- | -- | - | - | - | -- | -- | --- |
| Statele Unite | 7   | 3  | 2 | 1 | 0 | 9  | 4  | +5  |
| China         | 7   | 3  | 2 | 1 | 0 | 10 | 6  | +4  |
| Danemarca     | 3   | 3  | 1 | 0 | 2 | 6  | 5  | +1  |
| Australia     | 0   | 3  | 0 | 0 | 3 | 3  | 13 | −10 |

| Statele Unite                       | 3 – 3     | China                      |
| ----------------------------------- | --------- | -------------------------- |
| Venturini 22' Milbrett 34' Hamm 51' | (Cronica) | Liping 38' Wei 74' Sun 79' |

| Danemarca                                        | 5 – 0     | Australia |
| ------------------------------------------------ | --------- | --------- |
| Krogh 12', 48' Nielsen 25' Jensen 37' Hansen 86' | (Cronica) |           |

| Statele Unite         | 2 – 0     | Danemarca |
| --------------------- | --------- | --------- |
| Lilly 9' Milbrett 49' | (Cronica) |           |

| China                           | 4 – 2     | Australia               |
| ------------------------------- | --------- | ----------------------- |
| Zhou 23' Shi 54', 78' Liu 90+3' | (Cronica) | Iannotta 25' Hughes 89' |

| Statele Unite                                            | 4 – 1     | Australia      |
| -------------------------------------------------------- | --------- | -------------- |
| Foudy 69' Fawcett 72' Overbeck 90+2' (pen.) Keller 90+4' | (Cronica) | Casagrande 54' |

| China                   | 3 – 1     | Danemarca |
| ----------------------- | --------- | --------- |
| Shi 21' Sun 76' Wei 90' | (Cronica) | Bonde 44' |

## Faza eliminatorie
|  | Sferturi de finală         | Sferturi de finală    |                            |               | Semifinale  | Semifinale  |  |  | Finala                 | Finala |
|  |                            |                       |                            |               |             |             |  |  |                        |        |
|  | 13 iunie — Arosvallen      |                       |                            |               |             |             |  |  |                        |        |
|  |                            |                       |                            |               |             |             |  |  |                        |        |
|  | Germania                   | 3                     |                            |               |             |             |  |  |                        |        |
|  | Germania                   | 3                     | 15 iunie — Olympia Stadion |               |             |             |  |  |                        |        |
|  | Anglia                     | 0                     |                            |               |             |             |  |  |                        |        |
|  | Anglia                     | 0                     | Germania                   | 1             |             |             |  |  |                        |        |
|  | 13 iunie — Olympia Stadion |                       | Germania                   | 1             |             |             |  |  |                        |        |
|  |                            | China                 | 0                          |               |             |             |  |  |                        |        |
|  | Suedia                     | China                 | 0                          | 1 (3)         |             |             |  |  |                        |        |
|  | Suedia                     |                       | 18 iunie — Råsunda         | 1 (3)         |             |             |  |  |                        |        |
|  | China                      | 1 (4)                 |                            |               |             |             |  |  |                        |        |
|  | China                      | 1 (4)                 | Germania                   | 0             |             |             |  |  |                        |        |
|  | 13 iunie — Strömvallen     |                       | Germania                   | 0             |             |             |  |  |                        |        |
|  |                            | Norvegia              | 2                          |               |             |             |  |  |                        |        |
|  | Statele Unite              | Norvegia              | 2                          | 4             |             |             |  |  |                        |        |
|  | Statele Unite              | 15 iunie — Arosvallen |                            | 4             |             |             |  |  |                        |        |
|  | Japonia                    | 0                     |                            |               |             |             |  |  |                        |        |
|  | Japonia                    | 0                     | Statele Unite              | 0             | Finala mică | Finala mică |  |  |                        |        |
|  | 13 iunie — Tingvallen      |                       | Statele Unite              | 0             | Finala mică | Finala mică |  |  |                        |        |
|  |                            | Norvegia              | 1                          |               |             |             |  |  |                        |        |
|  | Norvegia                   | Norvegia              | 1                          | 3             | China       | 0           |  |  |                        |        |
|  | Norvegia                   |                       |                            | 3             | China       | 0           |  |  |                        |        |
|  | Danemarca                  | 1                     |                            | Statele Unite | 2           |             |  |  |                        |        |
|  | Danemarca                  | 1                     |                            |               | 2           |             |  |  |                        |        |
|  |                            |                       |                            |               |             |             |  |  | 17 iunie — Strömvallen |        |
|  |                            |                       |                            |               |             |             |  |  |                        |        |

### Sferturile de finală
| Germania                      | 3 – 0     | Anglia |
| ----------------------------- | --------- | ------ |
| Voss 41' Meinert 55' Mohr 82' | (Cronica) |        |

| Suedia                                                | 1 –1 (a.e.t.) (d.p.) | China                                    |
| ----------------------------------------------------- | -------------------- | ---------------------------------------- |
| Kalte 90+3' (pen.)                                    | (Cronica)            | Sun Q. 29'                               |
| Andersson · Videkull · Pohjanen · Sundhage · Nessvold | 3 – 4                | Wen · Huilin · Yufeng · Qingxia · Ailing |

| Statele Unite                            | 4 – 0     | Japonia |
| ---------------------------------------- | --------- | ------- |
| Lilly 8', 42' Milbrett 45' Venturini 80' | (Cronica) |         |

| Norvegia                           | 3 – 1     | Danemarca |
| ---------------------------------- | --------- | --------- |
| Espeseth 21' Medalen 64' Riise 85' | (Cronica) | Krogh 86' |

### Semifinale
| Germania     | 1 – 0     | China |
| ------------ | --------- | ----- |
| Wiegmann 88' | (Cronica) |       |

| Statele Unite | 0 – 1     | Norvegia    |
| ------------- | --------- | ----------- |
|               | (Cronica) | Aarønes 10' |

### Finala mică
| China | 0 – 2     | Statele Unite          |
| ----- | --------- | ---------------------- |
|       | (Cronica) | Venturini 24' Hamm 55' |

### Finala
| Germania | 0 – 2     | Norvegia                |
| -------- | --------- | ----------------------- |
|          | (Cronica) | Riise 37' Pettersen 40' |

## Premii
| Câștigătoarea Ghetei de Aur: | Câștigătoarea Balonului de Aur: | Trofeul FIFA Fair Play: |
| ---------------------------- | ------------------------------- | ----------------------- |
| Ann-Kristin Aarønes          | Hege Riise                      | Suedia                  |

## Marcatoare
6 goluri
- Ann-Kristin Aarønes

5 goluri
- Hege Riise

3 goluri
| - Gitte Krogh - Shi Guihong - Bettina Wiegmann | - Heidi Mohr - Kristin Sandberg - Marianne Pettersen | - Kristine Lilly - Tiffeny Milbrett - Tisha Venturini |

2 goluri
| - Gillian Coultard - Karen Farley - Roseli De Belo - Akemi Noda - Geri Donnelly | - Silvana Burtini - Sun Wen - Wei Haiying - Maren Meinert - Adaku Okoroafor | - Rita Nwadike - Linda Medalen - Malin Andersson - Mia Hamm |

1 gol
| - Karen Walker - Marie Anne Spacey - Angela Iannotta - Lisa Casagrande - Sunni Hughes - Pretinha - Anne Nielsen - Christina Hansen - Christine Bonde - Helle Jensen - Helen Stoumbos | - Liu Ailing - Sun Qingmei - Wang Liping - Zhou Yang - Anouschka Bernhard - Birgit Prinz - Martina Voss - Silvia Neid - Ursula Lohn - Patience Avre - Gro Espeseth | - Randi Leinan - Tina Svensson - Tone Haugen - Anneli Andelen - Lena Videkull - Pia Sundhage - Ulrika Kalte - Carla Overbeck - Debbie Keller - Joy Fawcett - Julie Foudy |